# Тёплый Колодезь
Тёплый Колодезь — село в Губкинском городском округе Белгородской области. Административный центр Теплоколодезянской сельской территории.

## География
Тёплый Колодезь расположено на юго-востоке Среднерусской возвышенности, в зоне лесостепи. Находится в черте города Губкин. В 6 км от села проходит трасса Белгород—Воронеж.

## История
Первое упоминание о селе Теплинский Колодезь найдено в актовых материалах за 1675 год. Этот источник подтверждает, что село было основано в 1653 году. Теплинский Колодезь возникает как поселение служилых людей из крепости Старый Оскол, которые участвовали в ратных походах, дежурили на «сторожах», охраняя границы Московского государства от набегов татар.
В начале XVIII века территория Теплоколодезянского округа входила в состав Белгородской провинции Киевской губернии.
В середине XVIII века Тёплый Колодезь был однодворческим поселением, южная граница земельных угодий проходила по реке Осколец. В селе насчитывалось 141 однодворческое поселение, в котором проживало 449 человек.
В 1875 году в селе был возведен православный храм. В 1895 году открылась церковно-приходская школа, которая располагалась в сторожке церкви.
К началу XX века в селе была построена больница, которая обслуживала 4 населенных пункта.
В 1904 году, с открытием телефонно-телеграфного ведомства, Теплый Колодезь был подключен к телефонной сети.
С июля 1928 года село Тёплый Колодезь — центр Тепло-Колодезянского сельсовета (село и 2 хутора) в Скороднянском районе.
Осенью 1929 года в Тёплом Колодезе было организовано три колхоза.
4 июля 1942 года немецкие войска оккупировали село. Освобождено 4 февраля 1943 года.
В 1958 году Тёплый Колодезь — центр Тепло-Колодезянского сельсовета (2 села и хутор) в Старооскольском районе. В апреле 1965 года Теплоколодезянский сельский Совет вошел в состав новообразованного Губкинского района.
9 мая 1991 года состоялось открытие памятника советским воинам, погибшим на фронтах Великой Отечественной войны.
В сентябре 1993 года проложена дорога с твердым покрытием от Губкина до центра села, протяженностью 3 км. В октябре открыт автобусный маршрут Губкин — Тёплый Колодезь. С 1996 по 1999 село было газифицировано.

## День села
День села в Тёплом Колодезе отмечается 21 ноября, в день архангела Михаила.

## Население
По данным переписи 1885 года в селе Тёплый Колодезь было 369 дворов государственных крестьян, 2337 жителей (1154 мужского и 1183 женского пола).
В 1932 году в Тёплом Колодезе было 3002 жителя.

На 17 января 1979 года в селе насчитывалось 1617 жителей, на 12 января 1989 года — 1024 (438 муж., 586 жен.).
| 2002 | 2010  | 2011  | 2013  | 2015  | 2016  |
| ---- | ----- | ----- | ----- | ----- | ----- |
| 1026 | ↗1123 | ↘1121 | ↗1203 | ↘1198 | →1198 |

## Инфраструктура
Фельдшерско-акушерский пункт. Открыт 23 августа 2016 года.